# Olivier Clément

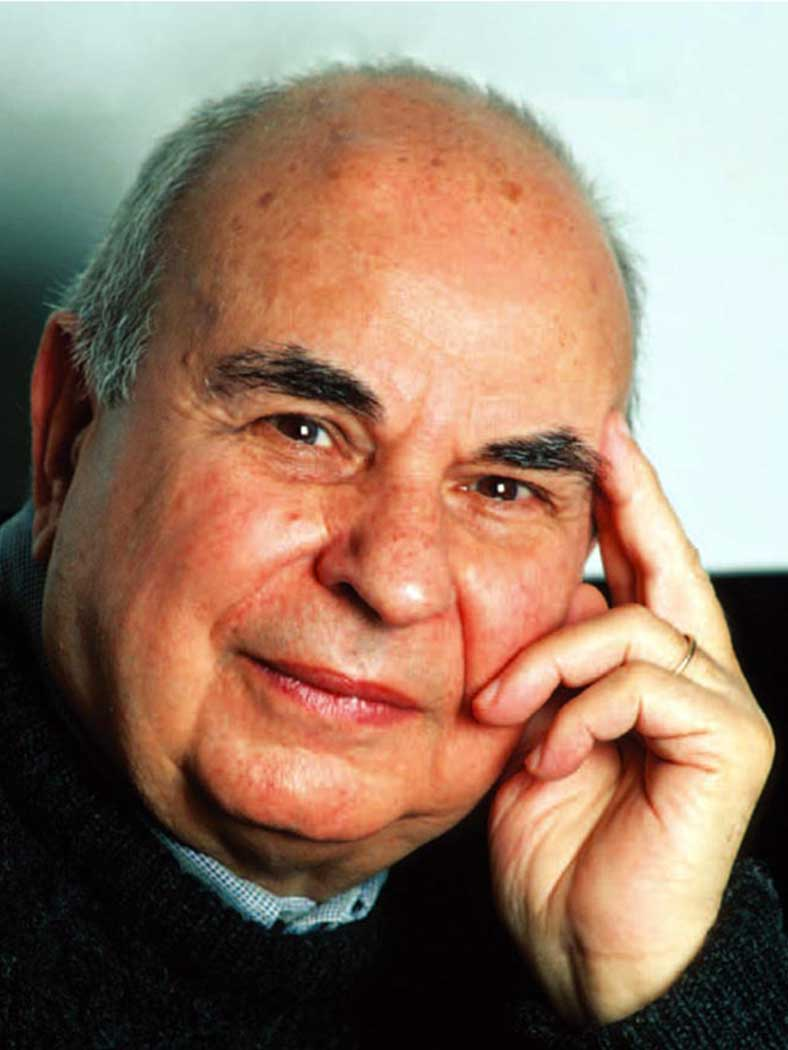
Olivier Clément.

Olivier-Maurice Clément (geb. 17. November 1921 in Aniane, Hérault; gest. 15. Januar 2009 in Paris) war ein französischer orthodoxer Theologe, Philosoph und Historiker.

## Leben und Wirken
Olivier Clément wurde in Aniane im Languedoc in einer agnostischen Familie geboren. Er studierte Geschichte an der Universität Montpellier, wo er sich für die Geschichte des Christentums und die östlichen Kirchen zu interessieren begann. Später näherte er sich der orthodoxen Kirche durch den Einfluss der im Exil lebenden russischen Theologen in Paris (insbesondere Vladimir Lossky) und die Lektüre von Berdjajew, Dostojewski und der Kirchenväter. Er wurde im Alter von 30 Jahren in einer Pariser Pfarrei der Russisch-Orthodoxen Kirche getauft. Er arbeitete auch als Lehrer der Sekundarstufe II in Paris und entfaltete eine bemerkenswerte Tätigkeit am St.-Sergius-Institut für Orthodoxe Theologie in Paris, wo er Professor für vergleichende Theologie und Moraltheologie war. Er schrieb theologische Werke, über Kirchengeschichte, Philosophie und Literaturkritik. Unter den zeitgenössischen orthodoxen Theologen, die sich aufmerksam mit den Fragen der Moderne beschäftigten, zeichnete ihn eine kraftvolle und poetische Reflexion aus, die nicht nur in der Tradition der Kirche verwurzelt, sondern auch kreativ und erneuernd war. Olivier Clément war Gesprächspartner prominenter geistlicher Persönlichkeiten seiner Zeit, darunter Patriarch Athinagoras, Papst Johannes Paul II., des rumänischen Priesters und Theologen Dumitru Stăniloae, des Archimandriten Sophroni Sacharow aus dem Kloster bei Maldon, von Frère Roger (Communauté de Taizé) und Andrea Riccardi, dem Gründer der Gemeinschaft Sant’Egidio.
Olivier Clément ist Autor zahlreicher Bücher, die teils in prominenten Reihen Aufnahme fanden, wie z. B. Que sais-je ?,  Mythes et religions oder Spiritualité orientale, um nur einige wenige zu nennen. Zum Journal de la félicité (Jurnalul fericirii) von Nicolae Steinhardt in der UNESCO-Sammlung repräsentativer Werke schrieb er das Vorwort.
Einige seiner Schriften wurden auch ins Deutsche übersetzt, wie zum Beispiel Taizé. Einen Sinn fürs Leben finden oder Das Meer in der Muschel. Notizen eines unkonventionellen Christen.

## Publikationen
- Transfigurer le temps: Notes sur le temps à la lumière de la tradition orthodoxe, Paris-Neuchâtel, Delachaux et Niestlé, 1959
- Qu’est-ce que l’Église orthodoxe : L’Église orthodoxe en France, juridictions, instituts, églises et chapelles. Bibliographie sommaire orthodoxe, Périgueux, Centre œcuménique Enotikon, 1961
- L’Église orthodoxe, Paris, Presses universitaires de France, coll. « Que sais-je ? no 949 », 1961 (verschiedene Neudrucke, z. B. 2002), ISBN 2-13-053042-7
- Byzance et le Christianisme, Paris, Presses universitaires de France, coll. « Mythes et religions no 49 », 1964, ISSN 0765-0558
- L’Essor du christianisme oriental, Paris, Presses universitaires de France, coll. « Mythes et religions no 50 », 1964, ISSN 0765-0558
- Dialogues avec le Patriarche Athénagoras, Paris, A. Fayard, 1969 (réimpr. 1976), ISBN 2-213-00344-0
- Questions sur l’homme…, Stock, coll. « Questions », Paris, 1972, 221 p. ; réédition : Anne Sigier, Québec, 1989, ISBN 978-2-89129-072-2
- L’Esprit de Soljénitsyne, Paris, Stock, coll. « Le Monde ouvert », 1974, ISBN 2-234-00040-8
- L’Autre Soleil : autobiographie spirituelle, Paris, Stock, 1975 (réimpr. 1986), ISBN 2-234-00467-5
- Le Visage intérieur, Paris, Stock, 1978 (réimpr. 2001), ISBN 978-2-234-00801-4
- mit Stan Rougier: La Révolte de l’Esprit : Repères pour la situation spirituelle d’aujourd'hui, Paris, Stock, coll. « Le Monde ouvert », 1979, ISBN 978-2-234-01047-5
- Le Chant des larmes : Essai sur le repentir, (suivi de la) traduction du poème sur le repentir par saint André de Crète, Paris, Desclée de Brouwer, coll. « Théophanie, Essais », 1982, ISBN 2-220-02402-4
- Sources : Les mystiques chrétiens des origines, Stock, Paris, 1982 (réimpr. 1992), ISBN 2-234-01565-0 et 2-234-02468-4); Neuauflage: Desclée de Brouwer, 2008, ISBN 978-2-220-05869-6
- Orient-Occident : Deux passeurs, Vladimir Lossky et Paul Evdokimov. Genève, Labor et Fides, coll. « Perspective orthodoxe no 6 », 1985, ISBN 978-2-8309-0037-8
- Les Visionnaires : Essai sur le dépassement du nihilisme, Paris, Desclée de Brouwer, coll. « Connivence », 1986, ISBN 978-2-220-02605-3
- Notre Père, Paris, éditions du Moustier, 1988, ISBN 978-2-87217-003-6
- mit Mohamed Talbi: Un respect têtu : Islam et christianisme, Paris, Nouvelle cité, coll. « Rencontres », 1989, ISBN 978-2-85313-188-9
- mit Alexander Schmemann: Le Mystère pascal : commentaires liturgiques, Bégrolles-en-Mauges, Abbaye de Bellefontaine, coll. « spiritualité orientale no 16 », 1989, ISBN 2-85589-016-0
- Le Christ, Terre des vivants, Bégrolles-en-Mauges, Abbaye de Bellefontaine, coll. « spiritualité orientale no 17 », 1990, ISBN 2-85589-017-9
- Berdiaev: un philosophe russe en France, Paris, Desclée de Brouwer, 1991, ISBN 2-220-03236-1
- Taizé, un sens à la vie, Paris, Bayard éd.-Centurion, 1997, ISBN 2-227-43653-0
- Anachroniques, Paris, Desclée de Brouwer, 1990, ISBN 978-2-220-03135-4
- Trois prières : Le Notre Père, la prière au Saint-Esprit, la prière de saint Éphrem, Paris, Desclée de Brouwer, 1993, ISBN 978-2-220-03444-7
- Corps de mort et Corps de gloire : petite introduction à une théopoétique du corps, Paris, Desclée de Brouwer, 1995, ISBN 2-220-03671-5
- Sillons de Lumière, Cerf, Paris et Fates, Troyes, 1990, ISBN 978-2-204-07152-9 und ISBN 978-2-909452-29-6
- L’Œil de feu : Deux visions spirituelles du cosmos, Fontfroide-le Haut, Fata Morgana, coll. « Hermès no 5 », 1994, ISBN 978-2-85194-371-2; Neuauflage in den Éditions de Corlevour, 2013
- Rome, autrement : Une réflexion orthodoxe sur la papauté, Paris, Desclée de Brouwer, 1995, ISBN 978-2-220-03914-5
- La vérité vous rendra libre : Entretiens avec le patriarche œcuménique Bartholomée Ier, J.-C. Lattès et Desclée de Brouwer, Paris, 1996, ISBN 978-2-7096-1643-0 und ISBN 978-2-220-03894-0); Neuauflage: Marabout, coll. « Savoir pratique no 3656 », Paris, 1999, ISBN 978-2-501-03151-6
- Le Chemin de Croix à Rome, Paris, Desclée de Brouwer, 1998, ISBN 2-220-04252-9
- Christ est ressuscité : propos sur les fêtes chrétiennes, Paris, Desclée de Brouwer, 1998, ISBN 2-220-04252-9
- Mémoires d’espérance : Entretiens avec Jean-Claude Noyer, Paris, Desclée de Brouwer, 2003, ISBN 978-2-220-05128-4
- Déracine-toi et plante-toi dans la mer, Québec, Anne Sigier, 2004, ISBN 978-2-89129-308-2
- Espace infini de liberté : Le Saint-Esprit et Marie « Théotokos », Québec, Anne Sigier, 2005, ISBN 978-2-89129-476-8)
- Le Pèlerin immobile, Québec, Anne Sigier, 2006, ISBN 978-2-89129-509-3
- Petite Boussole spirituelle pour notre temps, Paris, Desclée de Brouwer, coll. « Sources », 2008, ISBN 978-2-220-05992-1